# Liste d'espèces exotiques envahissantes interdites en France
La liste d'espèces exotiques envahissantes interdites en France est établie par arrêté, conformément au code de l'environnement français. Elle reprend la liste des espèces exotiques envahissantes préoccupantes pour l'Union européenne, augmentée des espèces spécifiques au territoire français. 
Le fait d'introduire volontairement dans le milieu naturel, de transporter, colporter, utiliser, mettre en vente, vendre ou acheter un spécimen d'une espèce animale ou végétale de cette liste est puni par la loi française de trois ans d'emprisonnement et de 150 000 € d'amende (article L 415-3 du code de l'environnement). Certaines espèces ont des dérogations sur certains points (voir les notes).
Cette liste a été définie par l'arrêté du 14 février 2018 relatif à la prévention de l'introduction et de la propagation des espèces animales exotiques envahissantes sur le territoire métropolitain et  par l'arrêté du 14 février 2018 relatif à la prévention de l'introduction et de la propagation des espèces végétales exotiques envahissantes sur le territoire métropolitain.
Elle est modifiée et complétée régulièrement par des décret complémentaires qui peuvent ajouter ou retirer des espèces de la liste.
Version en vigueur au 27 juillet 2025 (arrêté du 2 mars 2023).

## Invertébrés

### Crustacés
- Crabe bleu (Callinectes sapidus)[Note 1]
- Crabe chinois (Eriocheir sinensis)[Note 2]
- Écrevisse américaine (Orconectes limosus)[Note 2]
- Écrevisse américaine virile, Ecrevisse à pinces bleues (Orconectes virilis)[Note 2]
- Écrevisse à taches rouges (Faxonius rusticus)[Note 3]
- Écrevisse de Californie, Ecrevisse signal (Pacifastacus leniusculus)[Note 2]
- Écrevisse de Louisiane (Procambarus clarkii)[Note 2]
- Écrevisse marbrée (Procambarus fallax f. Virginalis)[Note 2]

### Insectes
- Fourmi de feu (Solenopsis geminata)[Note 3]
- Fourmi de feu (Solenopsis invicta)[Note 3]
- Frelon asiatique, Frelon à pattes jaunes (Vespa velutina nigrithorax)[Note 2]
- Solenopsis richteri (Forel, 1909)[Note 3]
- Wasmannia auropunctata[Note 3]

### Mollusques
- Moule dorée (Limnoperna fortunei)[Note 3]

### Vers
- Ver plat de Nouvelle-Zélande (Arthurdendyus triangulatus)[Note 4]

## Vertébrés

### Amphibiens
- Grenouille verte de Bedriaga (Pelophylax bedriagae)[Note 1]
- Grenouille-taureau, ouaouaron, wawaron, grenouille mugissante (Lithobates catesbeianus)[Note 2]
- Grenouille verte des Balkans (Pelophylax kurtmuelleri, Rana kurtmuelleri)[Note 1]
- Xénope lisse (Xenopus laevis)[Note 3]

### Mammifères
- Castor canadien (Castor canadensis)[Note 1]
- Cerf axis, Chital (Axis axis)[Note 3]
- Cerf sika (Cervus nippon) [Note 5]
- Chien viverrin (Nyctereutes procyonoides)[Note 6]
- Coati roux (Nasua nasua)[Note 2]
- Ecureuil de Corée, Tamia de Sibérie (Tamias sibiricus)[Note 2]
- Ecureuil de Finlayson (Callosciurus finlaysonii)[Note 3]
- Écureuil de Pallas, Écureuil à ventre rouge (Callosciurus erythraeus)[Note 2]
- Ecureuil fauve, Ecureuil renard (Sciurus niger)[Note 2]
- Ecureuil gris (Sciurus carolinensis)[Note 2]
- Famille des Sciuridae toutes les espèces[Note 1], sauf :
  - Marmotte (Marmota marmota)
  - Ecureuil roux (Sciurus vulgaris)
- Lapin américain, lapin à queue blanche (Sylvilagus floridanus)[Note 1]
- Mangouste de Java (Herpestes javanicus)[Note 2]
- Muntjac de Chine, Muntjac de Formose, Cerf aboyeur (Muntiacus reevesi)[Note 2]
- Ragondin (Myocastor coypus)[Note 2]
- Rat musqué (Ondatra zibethicus)[Note 6]
- Rat surmulot (Rattus norvegicus)[Note 1]
- Raton-laveur (Procyon lotor)[Note 2]
- Vison d'Amérique (Neovison vison, Mustela vison) [Note 7]
- Wallaby de Benett (Macropus rufogriseus)[Note 1]

### Oiseaux
- Bernache du Canada (Branta canadensis)[Note 1]
- Bulbul à ventre rouge (Pycnonotus cafer)[Note 3]
- Corbeau familier (Corvus splendens)[Note 2]
- Erismature rousse (Oxyura jamaicensis)[Note 2]
- Ibis sacré (Threskiornis aethiopicus)[Note 2]
- Merle des Moluques, Martin triste (Acridotheres tristis)[Note 4]
- Ouette d'Egypte (Alopochen aegyptiacus)[Note 6]
- Perruche à collier (Psittacula krameri)[Note 1]

### Poissons
- Perche-soleil, Achigan à petite bouche, Boer, Calicoba, Perche arc-en-ciel, Perche argentée, Perche dorée, Poisson tricolore, Poisson-soleil, Crapet-soleil (Lepomis gibbosus)[Note 4]
- Balibot rayé, Poisson-chat rayé (Plotosus lineatus)[Note 4]
- Goujon de l'Amour (Perccottus glenii Dybowski)[Note 2]
- Pseudorasbora (Pseudorasbora parva)[Note 2]
- Poisson-Chat commun (Ameiurus melas)[Note 3]
- Poisson tête de serpent (Channa argus)[Note 3]
- Choquemort (Fundulus heteroclitus)[Note 3]
- Gambusie (Gambusia holbrooki)[Note 3]
- Gambusie de l'Ouest (Gambusia affinis)[Note 3]
- Baret (Morone americana)[Note 3]

### Reptiles
- Toutes les espèces appartenant aux genres suivants[Note 1] :
  - Chrysemys
  - Clemmys
  - Graptemys
  - Pseudemys
  - Trachemys
    - Trachémyde écrite, Tortue de Floride (Trachemys scripta)[Note 2]
- Serpent roi de Californie (Lampropeltis getula)[Note 3]

## Plantes
- Ailante glanduleux, Faux vernis du Japon (Ailanthus altissima)[Note 8]
- Balsamine de l'Himalaya (Impatiens glandulifera)[Note 9]
- Barbon de Virginie (Andropogon virginicus)[Note 8]
- Bayahonde, Bayahonde français, Bayarone, Bayarone français, Prosopis mesquite, Prosopis commun (Prosopis juliflora)[Note 8]
- Berce de Perse (Heracleum persicum)[Note 10]
- Berce de Sosnowsky (Heracleum sosnowskyi Manden)[Note 10]
- Berce du Caucase (Heracleum mantegazzianum)[Note 9]
- Cabombe de Caroline, Eventail de Caroline (Cabomba caroliniana)[Note 10]
- Cardiosperme à grandes fleurs, Vigne-ballon à grandes fleurs, Pois-de-coeur à grandes fleurs, Corinde à grandes fleurs (Cardiospermum grandiflorum)[Note 8]
- Crassule de Helms (Crassula helmsii)[Note 11]
- Ehrharte calicinale (Ehrharta calycina)[Note 8]
- Elodée à feuilles étroites (Elodea nuttallii)[Note 9]
- Fausse camomille (Parthenium hysterophorus)[Note 10]
- Faux arum (Lysichiton americanus)[Note 10]
- Faux hygrophyle (Gymnocoronis spilanthoides)[Note 8]
- Fougère grimpante du Japon (Lygodium japonicum)[Note 8]
- Grand lagarosiphon (Lagarosiphon major)[Note 10]
- Gunnéra du Chili (Gunnera tinctoria)[Note 9]
- Herbe à alligators (Alternanthera philoxeroides)[Note 9]
- Herbe à échasses japonaise (Myriophyllum heterophyllum)[Note 9]
- Herbe à la ouate, Herbe aux perruches (Asclepias syriaca)[Note 9]
- Herbe aux écouvillons (Cenchrus setaceus, Pennisetum setaceum)[Note 9]
- Herbe de la pampa, (Cortaderia selloana)[Note 11]
- Herbe de la pampa pourpre, Herbe de la pampa des Andes (Cortaderia jubata, Cortaderia selloana subsp. jubata)[Note 8]
- Houblon du Japon (Humulus japonicus, Humulus scandens)[Note 8]
- Hydrocotyle fausse-renoncule, Hydrocotyle nageante (Hydrocotyle ranunculoides)[Note 10]
- Jacinthe d'eau (Eichhornia crassipes)[Note 10]
- Jussie à grandes fleurs (Ludwigia grandiflora)[Note 10]
- Jussie rampante (Ludwigia peploides)[Note 10]
- Kudzu (Pueraria montana var. lobata, Pueraria lobata)[Note 10]
- Lespédéza soyeux (Lespedeza cuneata, Lespedeza juncea var. sericea)[Note 8]
- Microstegium vimineum[Note 10]
- Mimosa à feuilles de saule, Mimosa bleuâtre, Mimosa à feuilles bleues (Acacia saligna, Acacia cyanophylla)[Note 8]
- Myriophylle aquatique, Myriophylle du Brésil (Myriophyllum aquaticum)[Note 10]
- Renouée perfoliée (Persicaria perfoliata, Polygonum perfoliatum)[Note 10]
- Myriophyllum heterophyllum[Note 9]
- Séneçon en arbre (Baccharis halimifolia, Baccharis laevis)[Note 10]
- Salvinie géante (Salvinia molesta, Salvinia adnata Desv)[Note 8]
- Suiffier, Suiffier de Chine, Arbre à suif, Porte-Suif, Croton porte-suif, Gluttier porte-suif, Gluttier à suif (Triadica sebifera, Sapium sebiferum)[Note 8]